# Malacoraja
Malacoraja – rodzaj ryb chrzęstnoszkieletowych z rodziny rajowatych (Rajidae).

## Rozmieszczenie geograficzne
Do rodzaju należą gatunki występujące w wodach północno-zachodniego, północno-wschodniego, południowo-zachodniego i południowo-wschodniego Oceanu Atlantyckiego.

## Morfologia
Długość ciała do 71 cm.

## Systematyka
Rodzaj zdefiniował w 1970 roku niemiecki ichtiolog Matthias Stehmann w artykule poświęconym porównawczym badaniom morfologicznym i anatomicznym w celu reorganizacji systematyki rajowatych z północno-wschodniej części Oceanu Atlantyckiego, opublikowanym w czasopiśmie Archiv für Fischereiwissenschaft. Gatunkiem typowym jest (oryginalne oznaczenie) M. spinacidermis.

### Etymologia
Malacoraja: gr. μαλακος malakos ‘słaby, kruchy, delikatny’; łac. raia ‘raja, płaszczka’.

### Podział systematyczny
Do rodzaju należą następujące gatunki:
- Malacoraja kreffti (Stehmann, 1978)
- Malacoraja obscura Carvalho, Gomes & Gadig, 2005
- Malacoraja senta (Garman, 1885) – raja amerykańska[5]
- Malacoraja spinacidermis (Barnard, 1923)